# پایگاه هوایی گانسان
پایگاه هوایی گانسان (به انگلیسی: Kunsan Air Base) یک فرودگاه است . این فرودگاه در شهر گانسان کشور کره جنوبی قرار دارد .